# Trichocerca agnatha
Trichocerca agnatha är en hjuldjursart som beskrevs av Wulfert 1939. Trichocerca agnatha ingår i släktet Trichocerca och familjen Trichocercidae. Inga underarter finns listade i Catalogue of Life.